# Perpignan
Perpignan [pɛʀpiˈɲɑ̃] (katalanisch Perpinyà [pərpiˈɲa]) ist die Hauptstadt des südfranzösischen Départements Pyrénées-Orientales in der Region Okzitanien und zählt 120.996 Einwohner (1. Januar 2022). Die Stadt liegt in einer Ebene zwischen den Pyrenäen und dem Corbières-Gebirge am Fluss Têt etwa 70 Kilometer südlich von Narbonne und 30 Kilometer nördlich der spanischen Grenze wenige Kilometer landeinwärts vom Mittelmeer (Golfe du Lion). Das Stadtzentrum wird vom kanalisierten Flüsschen Basse durchquert, das in die Têt einmündet.
Nordöstlich der Stadt liegt der Flughafen Perpignan-Rivesaltes, der 700.000 Fluggäste pro Jahr zählt. Touristen schätzen die Stadt aufgrund ihres mediterranen Klimas und der sehenswerten Altstadt mit ihren Geschäftsstraßen, einem südöstlich angrenzenden Ausgehviertel, zahlreichen historischen Gebäude vorwiegend in gotischer Bauweise und der gut erhaltenen mittelalterlichen Burg und Festungsanlage (Palast der Könige von Mallorca).
Perpignan verfügt über eine Universität und ist ein Handelszentrum für Wein (Côtes du Roussillon) und landwirtschaftliche Produkte (insbesondere Obstanbau im Umland).
Perpignan ist die Hauptstadt der historischen Grafschaft Roussillon und damit des nördlichen Teils von Katalonien. Seine Geschichte ist eng mit der der Spanischen Mark und des Königreiches Aragón verbunden, zu denen es gehörte, ehe es im Pyrenäenfrieden von 1659 an das Königreich Frankreich fiel.

## Geschichte
In römischer Zeit bestand östlich von Perpignan das Oppidum Ruscino, das laut Titus Livius 218 v. Chr. bei Hannibals Durchzug Sammelplatz der Gallier war. Perpignan selbst wird erstmals im Jahr 927 urkundlich erwähnt, sodass die Stadt spätestens Anfang des 10. Jahrhunderts gegründet worden ist. Nach dem Aussterben des Grafengeschlechts von Roussillon fiel sie 1172 an Aragón. 1197 erhielt sie das Stadtrecht. Von 1276 bis 1344 war sie die Hauptstadt des Königreiches Mallorca, von dem der in einer gewaltigen Festungsanlage gelegene Palast der Könige von Mallorca zeugt. Der französische König Philipp III. starb am 5. Oktober 1285 in Perpignan auf dem Rückzug von einem missglückten Angriff gegen die Truppen Peters III. von Aragón. 1344 fiel Perpignan erneut an Aragón. Die 1349 von König Peter IV. gestiftete Universität Perpignan wurde 1794 in den Wirren der Französischen Revolution geschlossen und 1971 wiedereröffnet.
Am 1. November 1408 eröffnete der Gegenpapst Benedikt XIII. in Perpignan ein Sonderkonzil, das im Gegensatz zum Konzil von Pisa stand. In Perpignan fand im September 1415 eine Zusammenkunft des römisch-deutschen Königs Sigmund, Königs Ferdinand I. von Aragón und Benedikts XIII. statt. Im März 1475 ergab sich die Stadt nach achtmonatiger Belagerung Ludwig XI. von Frankreich, wurde jedoch 1493 von Karl VIII. an Aragón zurückgegeben. Die erfolglose Belagerung Perpignans durch Franz I. von Frankreich im Jahr 1542 bewog Kaiser Karl V., eine Zitadelle anzulegen, die unter seinem Sohn, Philipp II. von Spanien, 1577 vollendet wurde.
1601 wurde das Bistum Elne nach Perpignan verlegt. Im Dreißigjährigen Krieg eroberten französische Truppen Perpignan in der Belagerung von Perpignan 1642 erneut und im Pyrenäenfrieden wurde es 1659 endgültig an Frankreich abgetreten. Ludwig XIV., der sich 1660 kurz in der Stadt aufhielt, ließ die Befestigungswerke von dem Architekten Sébastien Le Prestre de Vauban ausbauen. 1674 wurde ein Adelsaufstand von François de Llar, Carlos de Banyuls, Emmanuel Descollar und weiterer Verbündeter durch einen Verrat von Llars Tochter Iñes vereitelt und die Beteiligten in Perpignan hingerichtet. Iñes de Llar hatte das Geheimnis des bevorstehenden Aufstands ihrem Geliebten, einem französischen Offizier, verraten und so ihren Vater ausgeliefert.
Perpignan und Bayonne wurden in der Zeit der Französischen Revolution zum Zufluchtsort für die aufgeklärte spanische Opposition der Ilustrados. Während des französischen Revolutionskrieges griff das Königreich Spanien Perpignan am 17. Juli 1793 an.
Die Region um Perpignan wird als Roussillon (katalanisch Rosselló) und Nordkatalonien (katalanisch Catalunya del Nord) bezeichnet. In dieser Gegend wurde von altersher Katalanisch gesprochen, ehe sich seit dem 19. Jahrhundert das Französische als Umgangssprache durchsetzte.
Weil die herrschenden Moralvorstellungen im franquistischen Spanien der 1970er Jahre sehr prüde waren, organisierten Reisebüros in Bilbao, Saragossa und Barcelona als Besichtigungstouren getarnte Reisen in Perpignans Pornokinos. Nach der Transición in Spanien musste ein Pornokino nach dem anderen schließen.
Von 1944 bis 1976 stellten die Sozialisten der SFIO den Bürgermeister von Perpignan, von 1978 bis 2002 die bürgerliche UDF. Wie der gesamte küstennahe Süden Frankreichs hat Perpignan einen hohen Anteil von Algerienfranzosen, sogenannte „Pied-noir“, und ihren Nachkommen. Präsident Jacques Chirac hatte mit dem Besuch in Algier und Oran im März 2003 einen Aussöhnungsprozess mit Algerien begonnen. Daher wurde es von manchen als Provokation im sogenannten „guerre des mémoires“ („Krieg der Erinnerungen“) gesehen, dass sich Perpignan im Dezember 2007, kurz vor der Algerien-Reise Nicolas Sarkozys, ein Denkmal gab, das den Namen „Mur des victimes du FLN“ trägt.
2002 bis 2020 regierte die konservative UMP bzw. Les Républicains. Seit 2020 ist Louis Aliot vom Rassemblement national (RN) Bürgermeister. Die von Aliot geführte Liste hält derzeit 42 der 55 Sitze im Gemeinderat, die übrigen Sitze gehören den Républicains. Die grün-linke Liste und La République en marche hatten sich aus dem zweiten Wahlgang der Kommunalwahl zurückgezogen, um den Républicains eine Mehrheit zu ermöglichen, was jedoch nicht gelang.

### Bevölkerungsentwicklung
| Jahr      | 1962   | 1968    | 1975    | 1982    | 1990    | 1999    | 2011    | 2018    |
| Einwohner | 83.025 | 102.191 | 106.426 | 111.669 | 105.983 | 105.115 | 118.238 | 119.188 |

Quellen: Cassini und INSEE

## Sehenswürdigkeiten
- Mittelalterliche Stadtbefestigung, von der der Turm Castillet erhalten ist
- Palast der Könige von Mallorca aus dem 13. Jahrhundert
- Rathaus (Casa Consolar) aus dem 14. bis 17. Jahrhundert
- Kathedrale Saint-Jean-Baptiste, erbaut 1324–1509, mit Kreuzgang und Friedhof
  - Glockenturm mit historischem Carillon von Amédée Bollée
- Kirche Saint-Jacques, erbaut im 13. bis 18. Jahrhundert
- Bahnhof Perpignan mit einem 1965 vollendeten Deckengemälde von Salvador Dalí
- Denkmal zu Ehren von François Arago auf der Place Arago
- Quai Sébastien Vauban, bekannt für seine alten Häuser und Restaurants am Ufer der Basse
- „Aux Dames de France“, altes Kaufhaus an der Place de Catalogne
- Campo Santo, ein einem Kreuzgang ähnlicher, weltweit einmaliger Friedhof an der Kathedrale
- Zitadelle mit mächtigem Mauerwerk aus dem 18. Jahrhundert im Stadtteil La Réal
- Loge de Mer, ehemaliges Gerichts- und Zollhaus, in ortstypischer Gotik erbaut
- Muséum d’histoire naturelle de Perpignan
- Höhle von Arago, Fundstätte von Fossilien des Homo erectus, etwa 20 km nordwestlich der Stadt
- Hôtel Pams, bürgerliches Stadthaus vom späten 19. und frühen 20. Jahrhundert

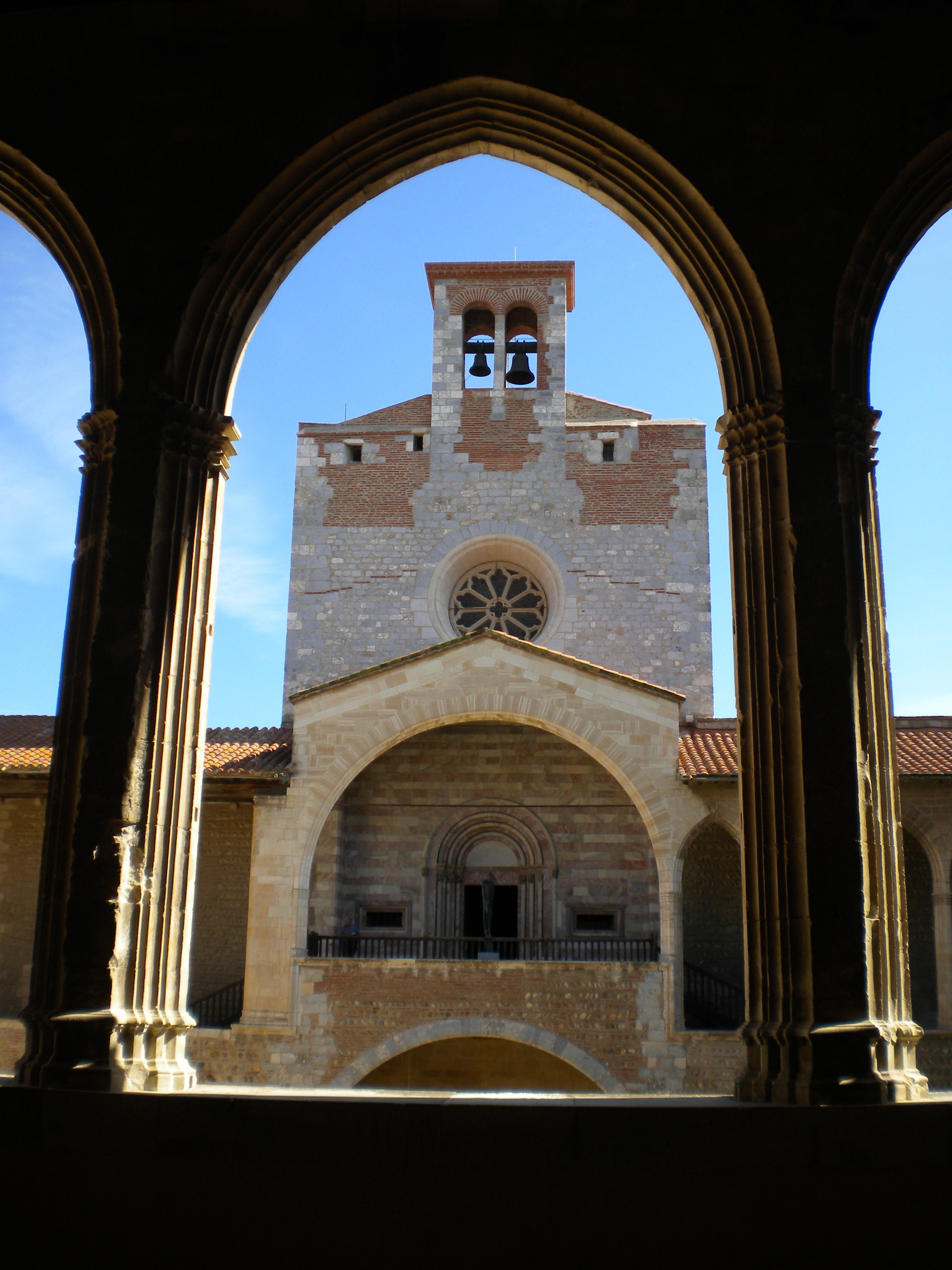
Blick aus dem Palast der Könige von Mallorca auf die Palastkirche
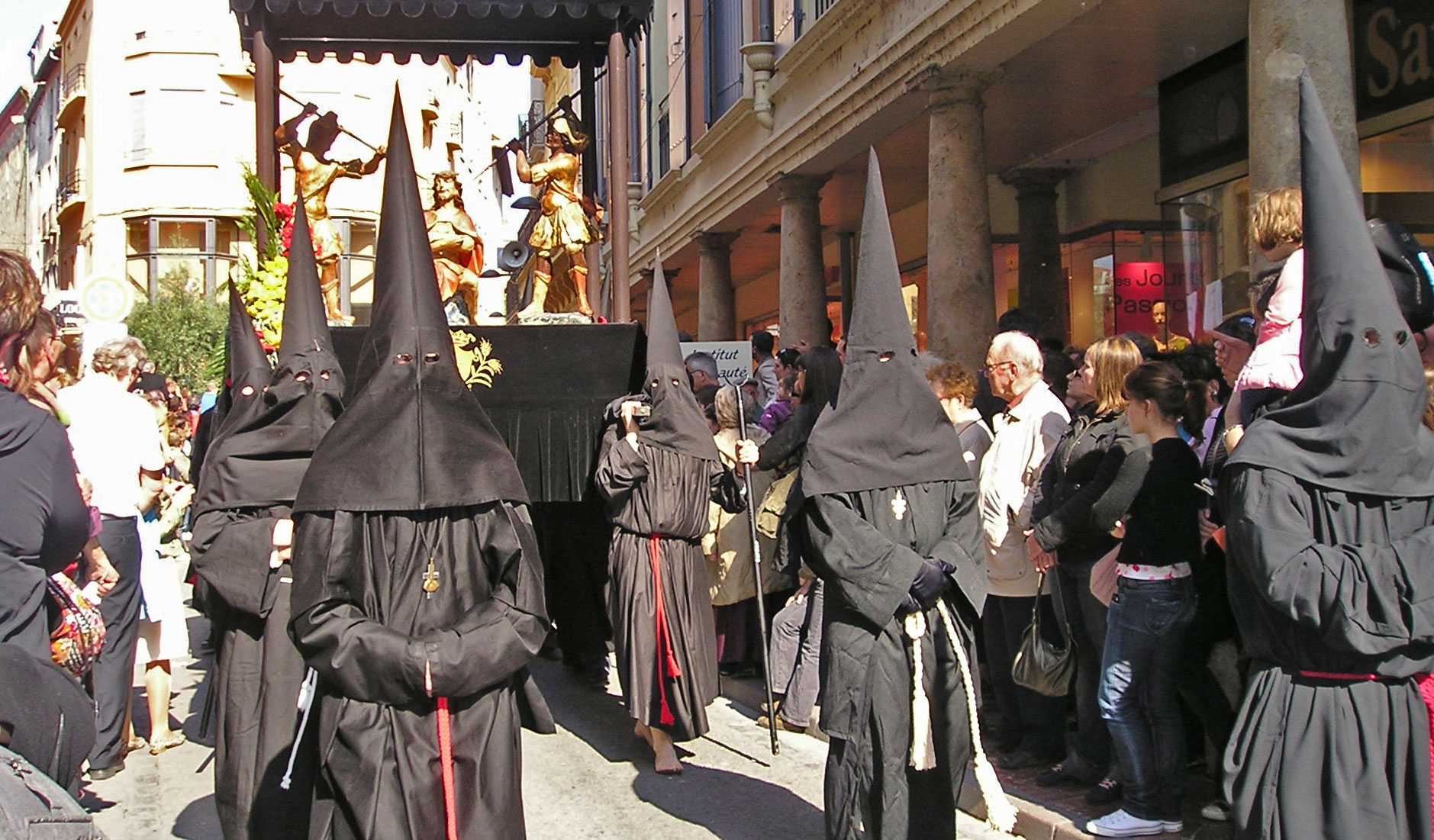
Karfreitagsprozession in Perpignan
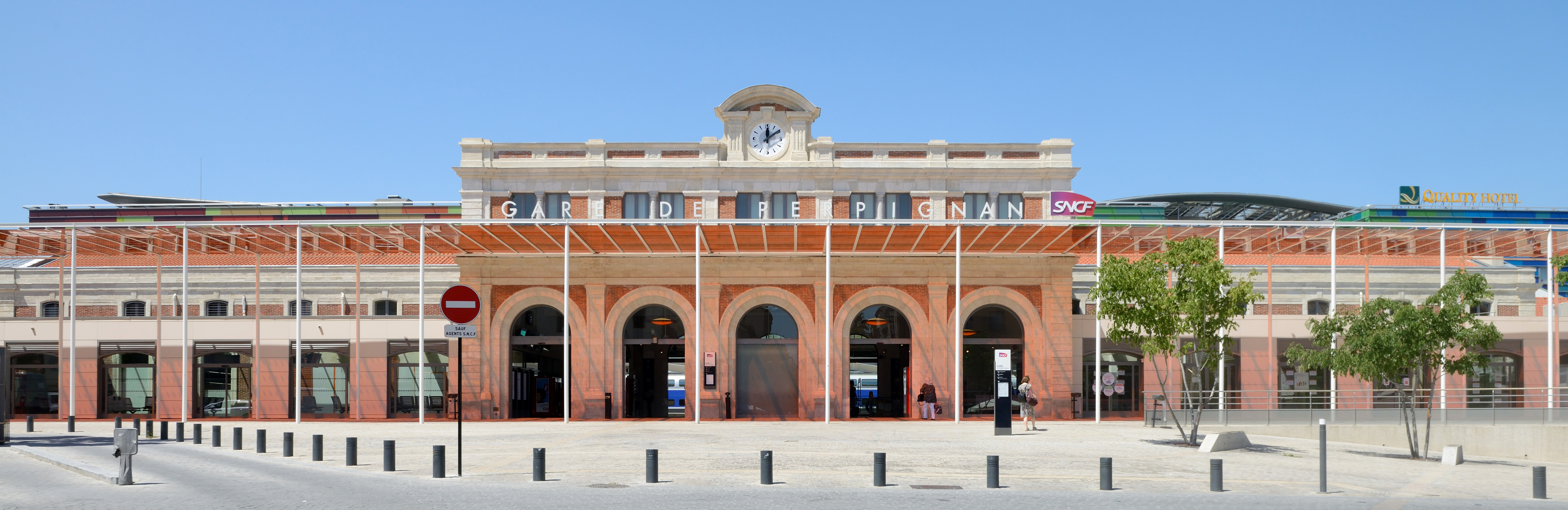
Der Bahnhof von Perpignan
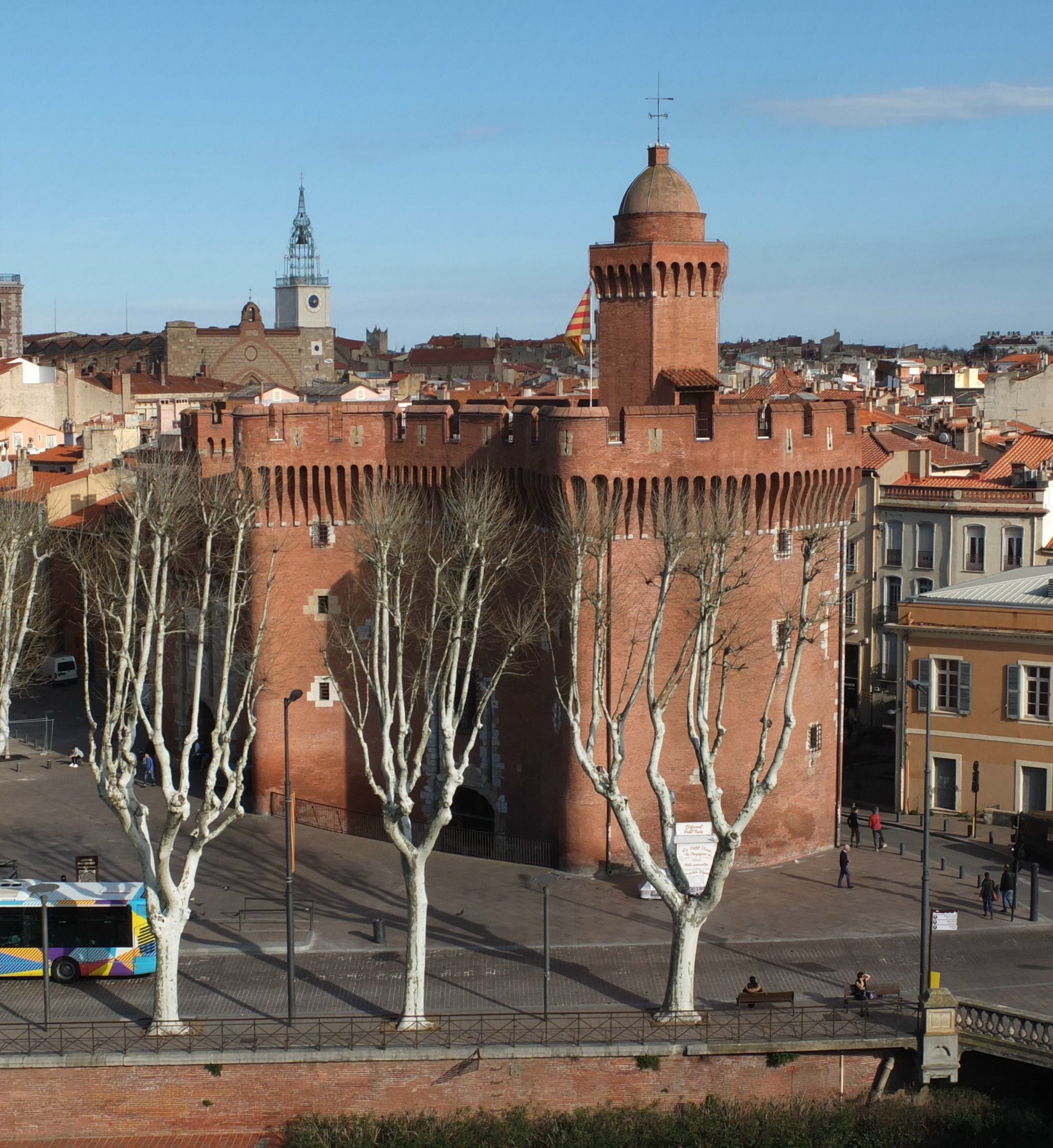
Der Befestigungsturm Castillet
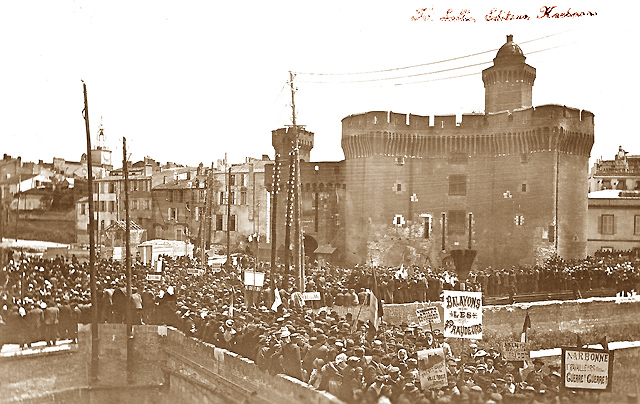
Historische Ansicht während einer politischen Kundgebung im Jahr 1907
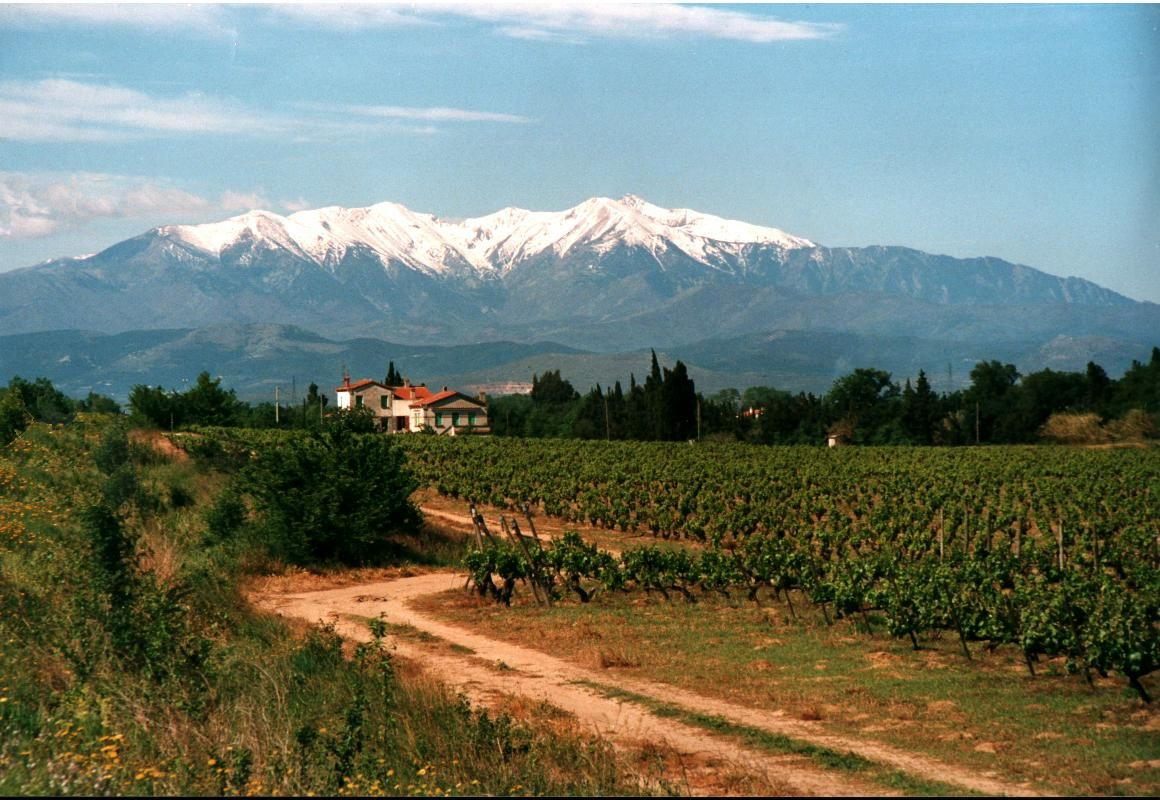
Der Berg Canigou, von Perpignan aus gesehen
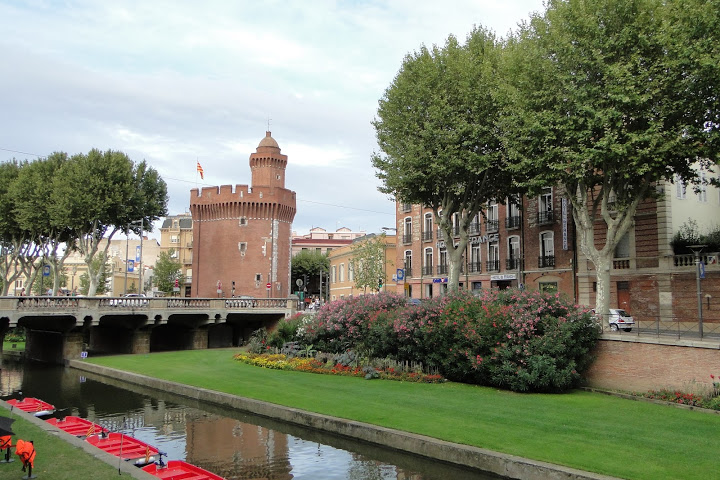
Brücke über die Basse, überragt vom Castillet
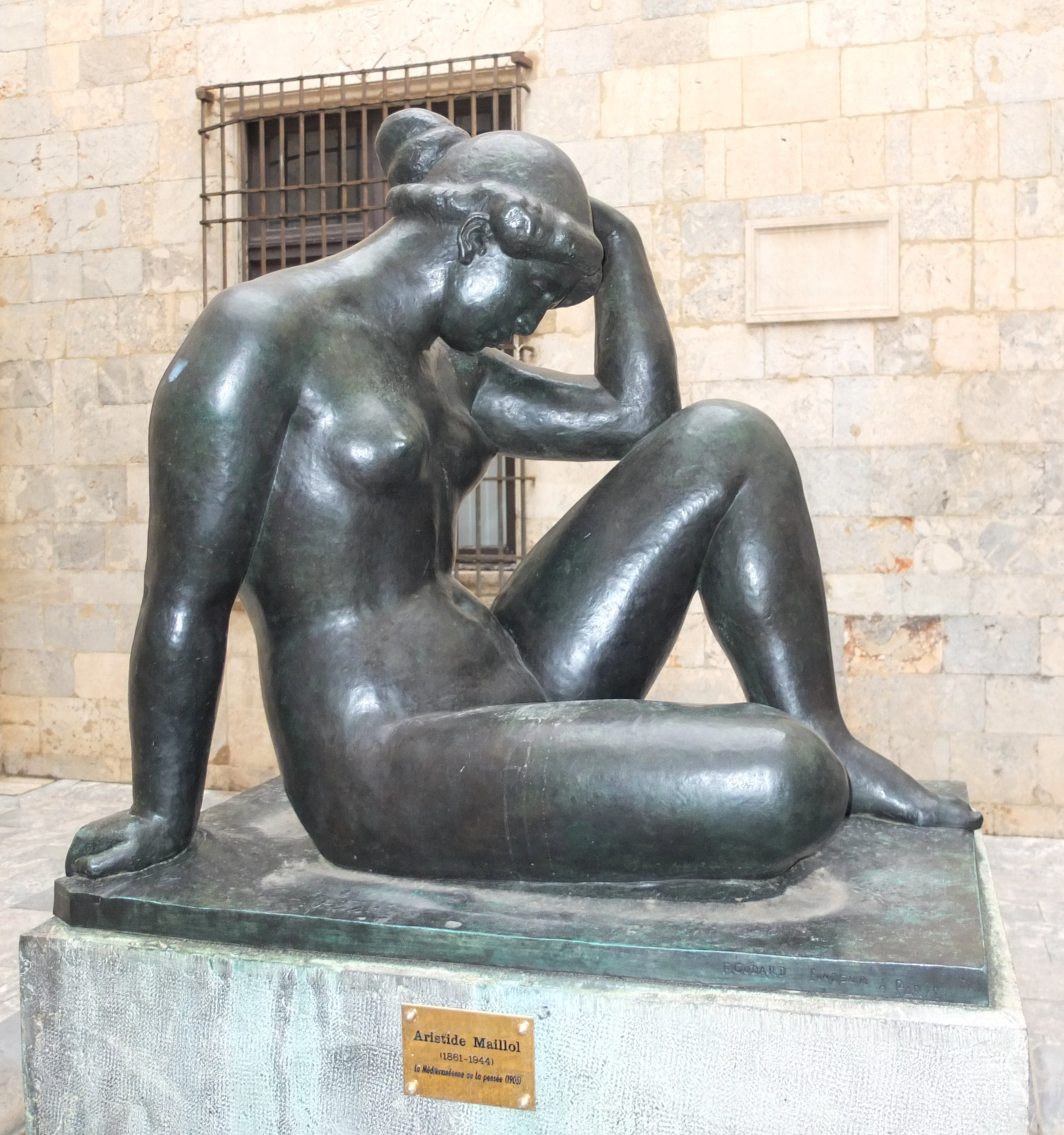
La Pensée, Bronzeplastik von Maillol im Innenhof des gotischen Rathauses

## Kulturelle Einrichtungen
- Das Filminstitut Jean Vigo hat sich besonders auf dem Gebiet der nationalen und internationalen Filmforschung über Frankreichs Grenzen hinaus einen Namen gemacht. Die Gründung des Filminstituts im Jahr 1980, das nach dem französischen Filmavantgardisten Jean Vigo benannt wurde, geht auf den von Marcel Oms 1962 ins Leben gerufenen Ciné-club traditionnel de Perpignan zurück. Mit Unterstützung des ehemaligen Kulturministers Jack Lang, der sich neben der Quotierung französischer und europäischer Filmproduktionen auch für eine generelle Dezentralisierung kultureller Einrichtungen in Frankreich einsetzte, wurde das Institut Jean Vigo nach dem Centre National du Cinema (CNC) in Paris zur zweitwichtigsten filmkulturellen Einrichtung des Landes.
- Die renovierte Karmeliterkirche von Perpignan dient seit 2022 als Kulturstätte und Veranstaltungsort für Konzerte und andere Aufführungen unter freiem Himmel. Sie bietet Platz für bis zu 500 Personen.[10]

## Städtepartnerschaften
Perpignan hat neun Partnerstädte:
| Stadt            | Land                   | seit |
| ---------------- | ---------------------- | ---- |
| Barcelona        | Spanien                | 1994 |
| Hannover         | Deutschland            | 1960 |
| Lake Charles     | Vereinigte Staaten     | 1991 |
| Lancaster        | Vereinigtes Königreich | 1962 |
| Mostaganem       | Algerien               | 2011 |
| Maʿalot-Tarshiha | Israel                 | 1998 |
| Sarasota         | Vereinigte Staaten     | 1995 |
| Tavira           | Portugal               | 2001 |
| Tyros            | Libanon                | 1997 |

## Persönlichkeiten
- François Arago (1786–1853), Naturwissenschaftler aus Estagel bei Perpignan
- Georges Bousquet (1818–1854), Komponist, Dirigent und Musikkritiker
- Julien Boyer (* 1998), Fußballspieler
- Léon Comès (1889–1915), Radrennfahrer
- Christine Corvisier (* 1982), Jazzmusikerin
- Renée Doria (1921–2021), Opernsängerin (Sopran)
- Margaux Fabre (* 1992), Schwimmerin
- Nadir El Fassi (* 1983), Zehnkämpfer
- Simon Fourcade (* 1984), Biathlet
- Jacques François Gallay (1795–1864), Hornist
- Timmy Gillion (* 2002), Bahnradsportler
- Johann I. (1350–1396), König von Aragón
- Vincent Jordy (* 1961), römisch-katholischer Geistlicher, Erzbischof von Tours
- Steeve Laffont (* 1975), Jazzmusiker
- Joan-Lluís Lluís (* 1963), katalanischer Schriftsteller und Journalist
- Valentin Magnan (1835–1916), Arzt und Psychiater
- Aristide Maillol (1861–1944), Bildhauer aus Banyuls bei Perpignan
- Nawal Meniker (* 1997), Hochspringerin
- Nayah, bürgerlich Sylvie Mestre, (* 1960), Sängerin
- Mathieu Raynal (* 1981), Schiedsrichter der Rugby-Union
- Antoine Redier (1817–1892), Uhrmacher und Erfinder
- André de Richaud (1907–1968), Schriftsteller
- Hyacinthe Rigaud (1659–1743), Maler
- Luca Sanchez (* 1999), Tennisspieler
- Marie-Thérèse Sanchez-Schmid (* 1957), Politikerin
- Carlo Schmid (1896–1979), deutscher Politiker
- Antoine Taudou (1846–1925), Musikpädagoge, Violinist und Komponist
- Guiu Terrena (um 1270–1342), katalanischer Karmelit, Kanonist und scholastiker Philosoph
- Gabrielle van Zuylen (1933–2010), Landschaftsarchitektin

## Trivia
Der Maler Salvador Dalí erklärte scherzhaft, dass bei der Entstehung der Pyrenäen der Bahnhof von Perpignan der Angelpunkt, das „Zentrum der Welt“, gewesen sei, um den sich die Iberische Halbinsel und Frankreich drehten; daher habe er dort den Schriftzug „Centre du monde“ angebracht.